# Баяндін Анатолій Денисович
Анатолій Денисович Баяндін (1926, село Архангельське, Архангельської волості, Уральської області, Пермської губернії, РФ, тепер — Юсьвинський район — 1962, Кудимкар) — комі-перм'яцький письменник, художник, співак, автор військових повістей «Дівчата нашого полку», «Сто днів, сто ночей», «Відчайдушна», багатьох оповідань.
Народився в сім'ї службовців. Фронтовик. Всі літературні твори — про німецько-радянську війну. Всі повісті надруковані після смерті.

## Твори
- Девушки нашего полка : повесть – Пермь, 1962. – 56 с. ;
- Сто дней, сто ночей : повесть / [худож. М. Ш. Брусиловский]. – Пермь : Кн. изд-во, 1963. – 157 с. : ил. ;
- Отчаянная : повесть и рассказы. – Пермь : Кн. изд-во, 1965. – 174 с. : ил. ;
- Сто дней, сто ночей ; Девушки нашего полка ; Отчаянная : [повести / вступ. ст. В. Черненко ; худож. Р. Исмагилов]. – Пермь : Кн. изд-во, 1966. – 293 с. : ил. ;
- Сто дней, сто ночей ; Девушки нашего полка ; Отчаянная : [повести / вступ. ст. В. Черненко ; худож. Н. Горбунов]. – Пермь : Кн. изд-во, 1975. – 293 с. : ил. ;
- Сто дней, сто ночей ; Девушки нашего полка ; Отчаянная : [повести, рассказы / авт. вступ. ст. В. Черненко]. – Кудымкар : Коми-Перм. кн. изд-во, 1994. – 382 с. : ил.